# Eric von Rosen
Carl Gustaf Bloomfield Eric von Rosen, född 2 juni 1879 i Stockholm, död 25 april 1948 på Skeppsholmen, Stockholm, var en svensk greve, etnograf, forskningsresande och godsägare. Han gifte sig med Mary von Rosen.
På sin egendom Rockelsta inrättade han de första av staten skyddade privata naturparkerna i Sverige, däribland Jaktstuguskogens naturreservat. År 1929 donerade han en värdefull samling svenska frimärken till Postmuseum i Stockholm.
Han var aktiv inom svensk nazism under 1930- och 1940-talet.

## Biografi

### Etnograf och forskningsresande

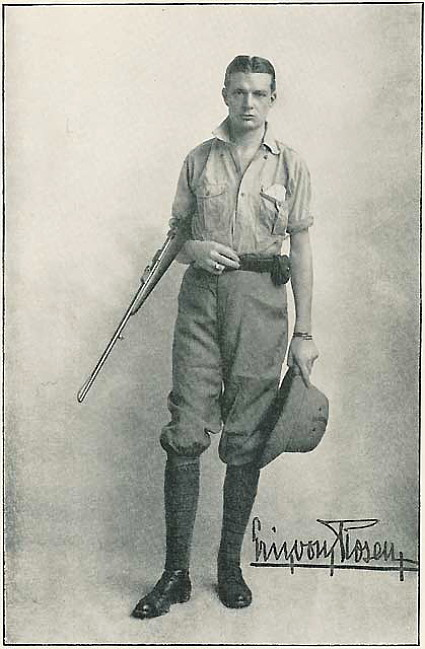
Eric von Rosen, jägare, etnograf och forskningsresande.

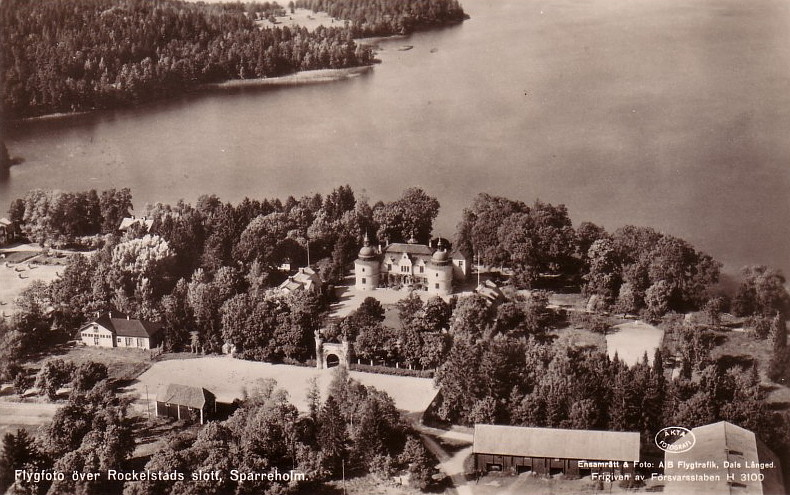
Rockelsta ägdes av von Rosen mellan 1900 och 1948.

Eric von Rosen studerade etnografi vid Riksmuseet. Som etnograf deltog han i Chaco-Cordillera-expedition som Erland Nordenskiöld 1901–1902 företog till gränstrakterna mellan Argentina och Bolivia och som till stor del bekostades av von Rosen. De etnografiska samlingar som gjordes bland flera indianstammar skänktes till Riksmuseet. Åren 1911–1912 utrustade han och ledde en forskningsfärd genom Afrika, den så kallade Rhodesia-Kongoexpeditionen, bland annat för att studera batwa vid Bangveolosjön, vilket dittills blivit sett av få vita. De stora etnografiska samlingarna, huvudsakligen från Rhodesia, men även spridda föremål från stammar i Kongo, Uganda och Tyska Östafrika samt en liten samling från bushmännen överlämnades till Riksmuseet. 
Han erhöll Vetenskapsakademiens äldre Linnémedalj i guld och blev 1938 filosofie hedersdoktor i Köln. För sina resor och därunder gjorda forskningsresultat har han redogjort i vetenskapliga skrifter. von Rosen var hedersledamot vid Gotlands nation i Uppsala.

### Flygplan till Finland
von Rosen anskaffade 1918 ett Thulin-flygplan och flög det tillsammans med dåvarande löjtnanten Nils Kindberg från Umeå till Vasa. Han skänkte planet till Finland och lade därmed grunden till det finländska flygvapnet. Eftersom von Rosen använde svastikan som ett personligt bomärke som symbol för ljus och lycka (utan politiska konnotationer), märkte han flygplanet med blå svastika på vit botten, och denna symbol kom att fortsätta att användas som igenkänningstecken på det finländska flygvapnets plan ända fram till efter andra världskriget. Han erhöll Frihetskorset av andra klass 1918.

### Nazistisk aktivism
I likhet med brodern Clarence var Eric von Rosen under 1930- och 1940-talet aktiv nazist, bland annat som en av grundarna av Nationalsocialistiska Blocket, vilket hade starkt nazistiska värderingar.
| ” | … sedan återfann jag i Tyskland just vad jag hoppats för vårt eget land: pånyttfödelse av nordisk anda, nordiskt väsen inom så gott som livets alla områden /…/ folksjälen, det är något så viktigt så att om folksjälen dör, då dör det folket om också dess fysiska ättlingar är hur talrika som helst. Vi har greker idag som kanske stammar fysiskt från de gamla hellenerna, men det helleniska folket är utdött sedan ett par tusen år. Den hellenska anden är död och på samma sätt fruktar jag den nordiska anden ska undergrävas, den svenska anden… | „ |
| – Eric von Rosen, intervjuad av Knut Hagberg i Radiotjänst-programmet "Svenska lynnen och landskap" den 16 september 1936 | |   |

Eric von Rosen lärde känna den tyske sedermera nazistledaren Hermann Göring då denne 1920 fick i uppdrag att flyga honom till von Rosens slott Rockelsta. I samband med detta träffade Göring von Rosens svägerska Carin von Kantzow och bekantskapen ledde till deras giftermål 1923. Göring umgicks under tiden fram till andra världskriget med sina svenska ingifta släktingar, och greveparet von Rosen hälsade ofta på i Tyskland.
Svenska utrikesdepartementet tillskapade 1997 en kommission med uppgift att skapa klarhet i vad som kan ha hänt i Sverige när det gällde egendom av judiskt ursprung som förts hit i samband med judeförföljelserna före och under andra världskriget. Kommissionen försökte särskilt utröna om Hermann Göring genom sina svenska kontakter hade överfört rövad egendom till Sverige. Kommissionen gjorde vissa efterforskningar i bland annat Eric von Rosens arkiv men kunde i detta arkiv inte finna något belägg för att rövade tillgångar, juveler eller andra värdeföremål som Göring kommit över hamnat i Sverige.

## Familj
Eric von Rosen var son till greve Carl Gustaf von Rosen och Ella von Rosen, född Carlton Moore, samt bror till generallöjtnanten Reinhold von Rosen, hovstallmästaren Clarence von Rosen, överceremonimästaren Eugène von Rosen och Maud von Rosen. Modern var amerikansk miljonärsdotter och genom mormodern Clara Jessup Moore åtnjöt barnen von Rosen ekonomisk trygghet. Han gifte sig 1905 med friherrinnan Mary Fock (1886–1967). De fick sju barn, varav ett avled i tidig ålder. De övriga var författaren och konstnären Björn von Rosen (1905-1989), Mary Silfverskiöld (1906-1993), flygaren Carl Gustaf von Rosen, författaren Birgitta Wolf (1913-2009), Egil von Rosen (1919-1995) och Anna von Rosen (1926-).
Makarna von Rosen är begravda på Helgesta kyrkogård.